# Alexander County (Illinois)
Das Alexander County ist ein County im US-amerikanischen Bundesstaat Illinois. Im Jahr 2010 hatte das County 8238 Einwohner und eine Bevölkerungsdichte von 12,6 Einwohnern pro Quadratkilometer. Der Verwaltungssitz (County Seat) ist Cairo.

## Geografie

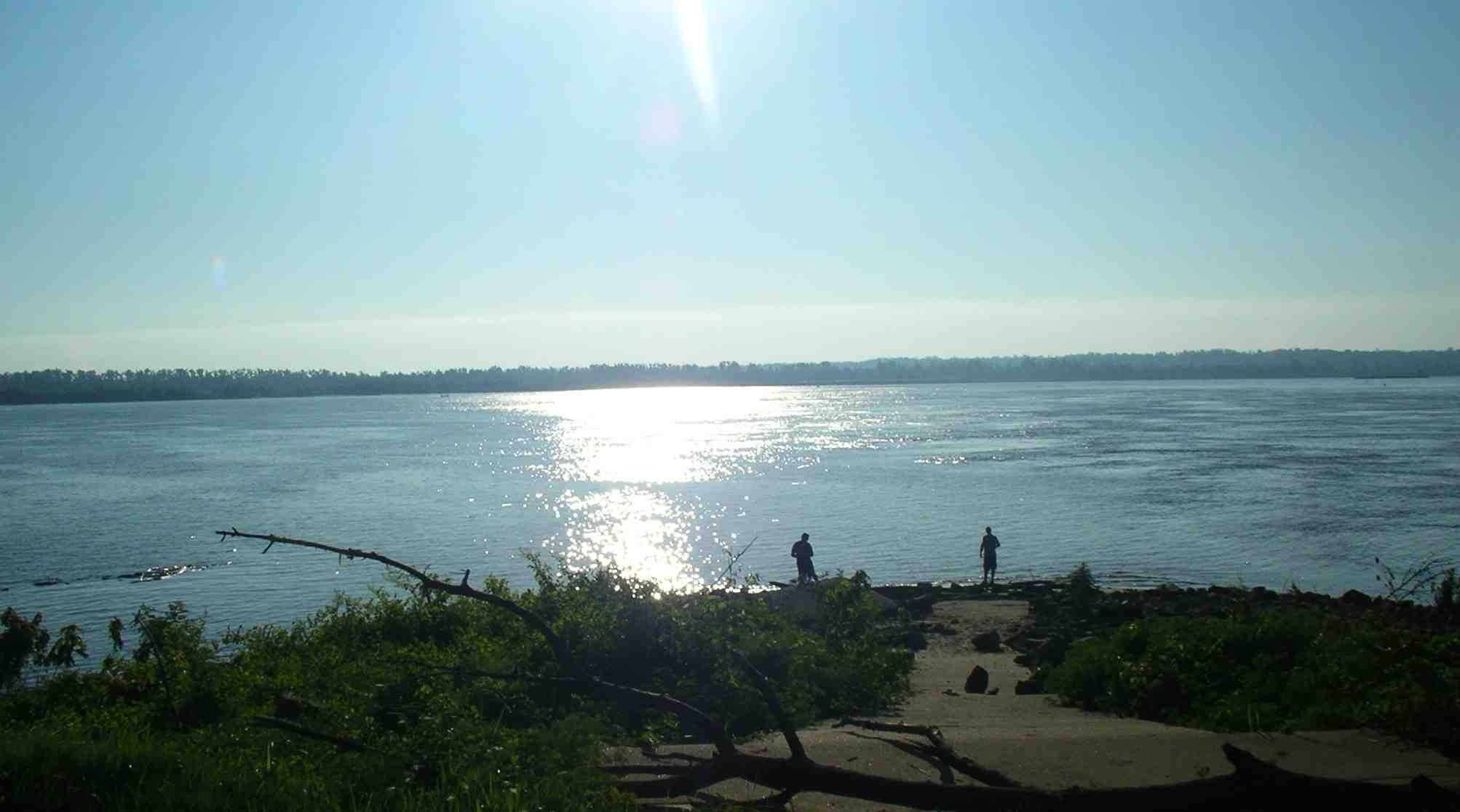
Ohio-Mündung

Das County hat eine Fläche von 654 Quadratkilometern, wovon 42 Quadratkilometer Wasserflächen sind.
Im Alexander County befindet sich bei Cairo am Zusammenfluss von Ohio River und Mississippi River der tiefste und zugleich südlichste Punkt des Staates Illinois.
Die Westgrenze des Countys wird vom Mississippi gebildet und ist zugleich die Grenze zum Bundesstaat Missouri. Der Ohio bildet mit der Südgrenze des Countys auch zugleich die Grenze zu Kentucky.
Das Alexander County grenzt an folgende Nachbarcountys in drei Bundesstaaten:
| Cape Girardeau County (Missouri) | Union County                  |                           |
| Scott County (Missouri)          |                               | Pulaski County            |
|                                  | Mississippi County (Missouri) | Ballard County (Kentucky) |

## Geschichte
Das Alexander County ist das erste County, das nach der Gründung des neuen Bundesstaates Illinois gebildet wurde. Gouverneur Shadrach Bond unterzeichnete die Urkunde am 4. März 1819. Die ersten Besiedlungen durch Weiße gehen zurück bis in das Jahr 1805.
Das County wurde nach William M. Alexander benannt, einem Mitglied des Repräsentantenhaus von Illinois.
1843 wurde aus dem östlichen Teil des Countys das Pulaski County.
Von 1846 bis 1859 war Thebes Sitz der County-Verwaltung, danach wurde es Cairo.
Das erste Gerichtsgebäude wurde 1865 fertiggestellt und diente als solches bis 1963.

## Demografische Daten

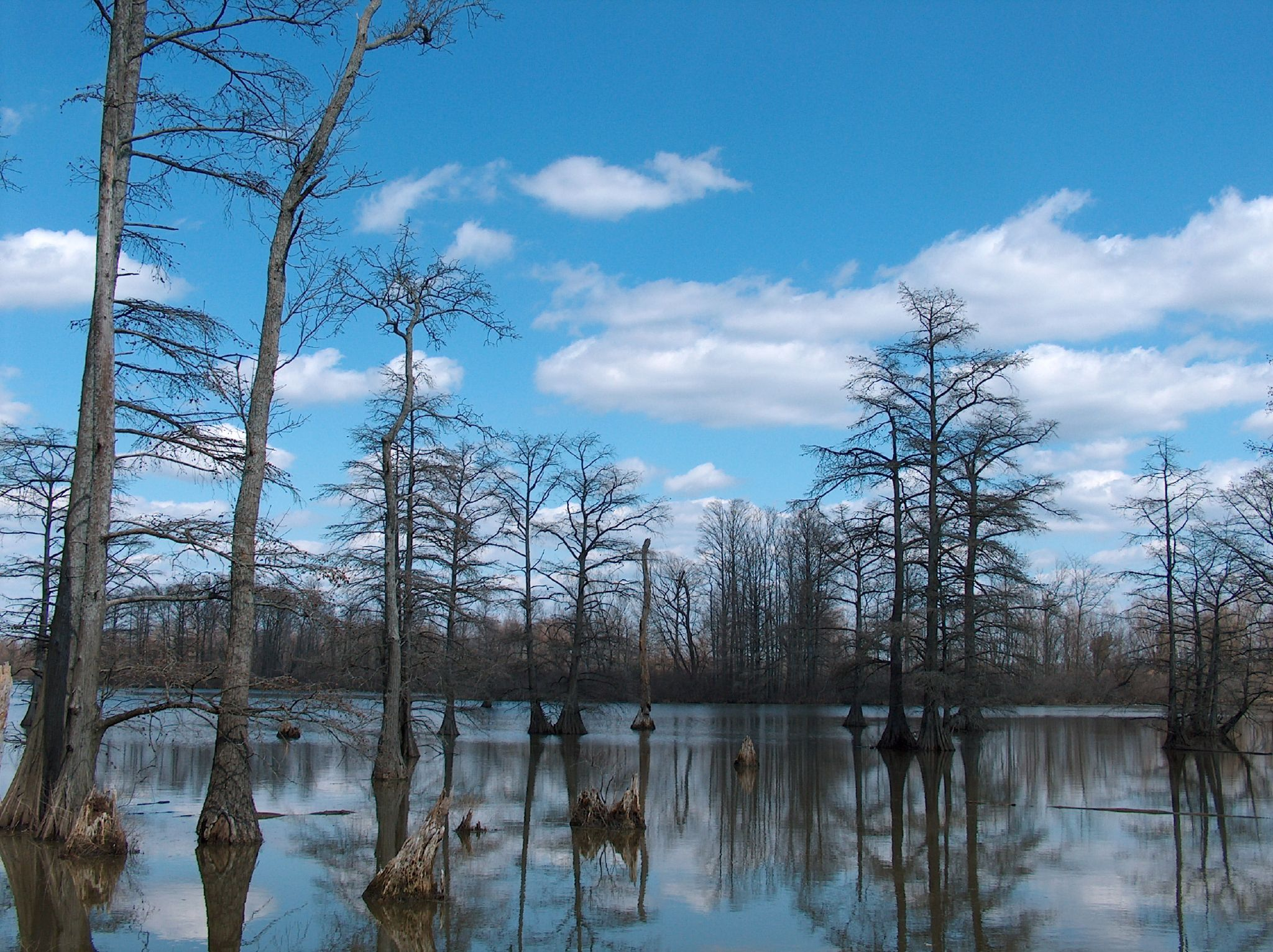
Horseshoe Lake

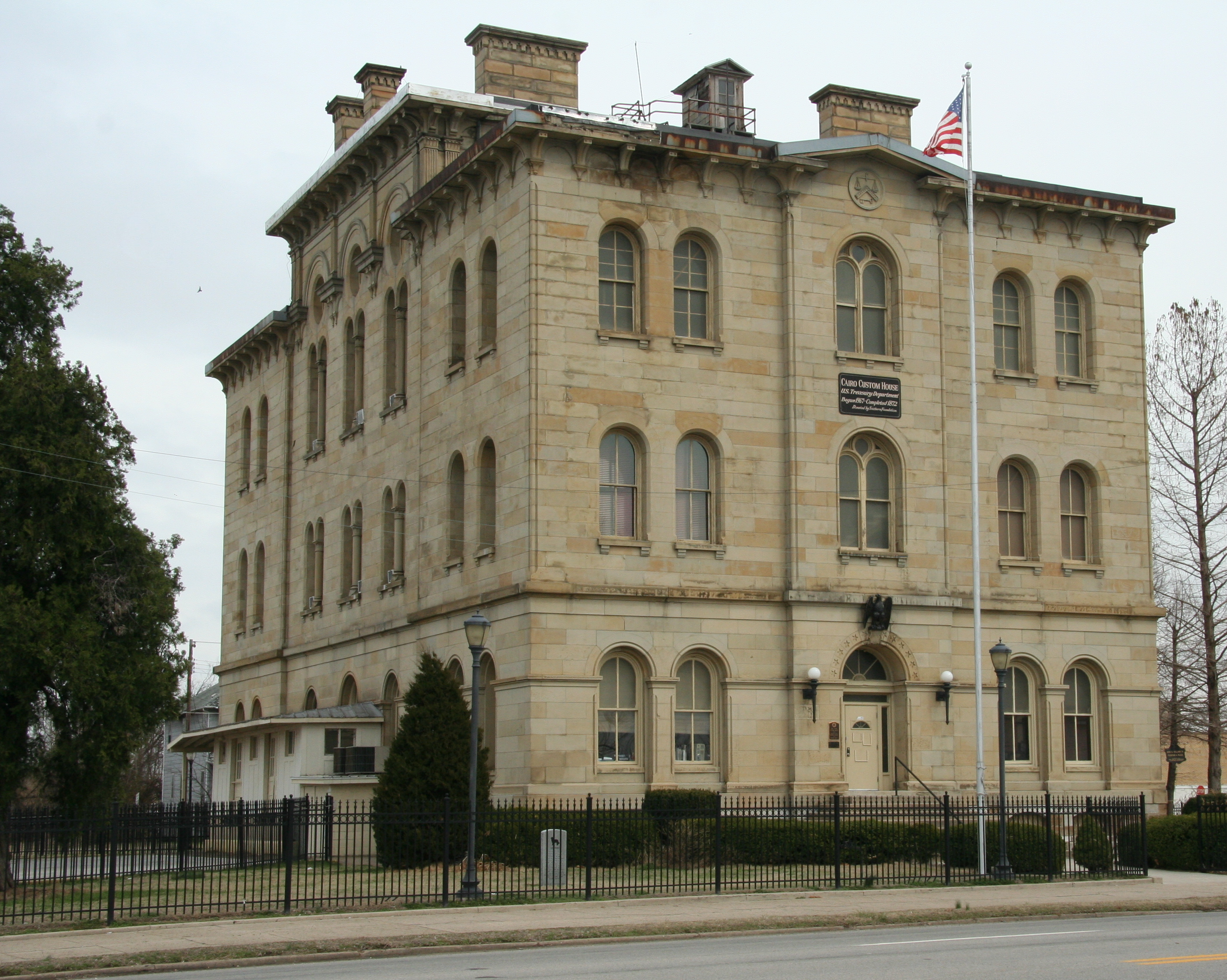
Old Customhouse in Cairo, seit 1973 im NRHP gelistet

Nach der Volkszählung im Jahr 2010 lebten im Alexander County 8238 Menschen in 3603 Haushalten. Die Bevölkerungsdichte betrug 12,6 Einwohner pro Quadratkilometer. In den 3603 Haushalten lebten statistisch je 2,17 Personen.
Ethnisch betrachtet setzte sich die Bevölkerung zusammen aus 60,9 Prozent Weißen, 35,4 Prozent Afroamerikanern, 0,3 Prozent amerikanischen Ureinwohnern, 0,2 Prozent Asiaten sowie aus anderen ethnischen Gruppen; 1,7 Prozent stammten von zwei oder mehr Ethnien ab. Unabhängig von der ethnischen Zugehörigkeit waren 1,9 Prozent der Bevölkerung spanischer oder lateinamerikanischer Abstammung.
22,9 Prozent der Bevölkerung waren unter 18 Jahre alt, 60,1 Prozent waren zwischen 18 und 64 und 17,0 Prozent waren 65 Jahre oder älter. 49,2 Prozent der Bevölkerung war weiblich.

Das jährliche Durchschnittseinkommen eines Haushalts lag bei 28.370 USD. Das Prokopfeinkommen betrug 16.149 USD. 29,4 Prozent der Einwohner lebten unterhalb der Armutsgrenze.

## Orte im County
City
- Cairo

Villages
- East Cape Girardeau
- McClure
- Tamms
- Thebes

Census-designated place (CDP)
- Olive Branch

## Gliederung
Das Alexander County ist in 7 Bezirke (precincts) eingeteilt:
| Bezirk                | Einwohner (2010) | FIPS     |
| --------------------- | ---------------- | -------- |
| Cache precinct        | 413              | 17-90576 |
| Cairo precinct        | 2831             | 17-90612 |
| McClure precinct      | 1034             | 17-91980 |
| Olive Branch precinct | 879              | 17-92304 |
| Sandusky precinct     | 538              | 17-93114 |
| Tamms precinct        | 1696             | 17-93402 |
| Thebes precinct       | 847              | 17-93420 |